# Université Concordia (Wisconsin)

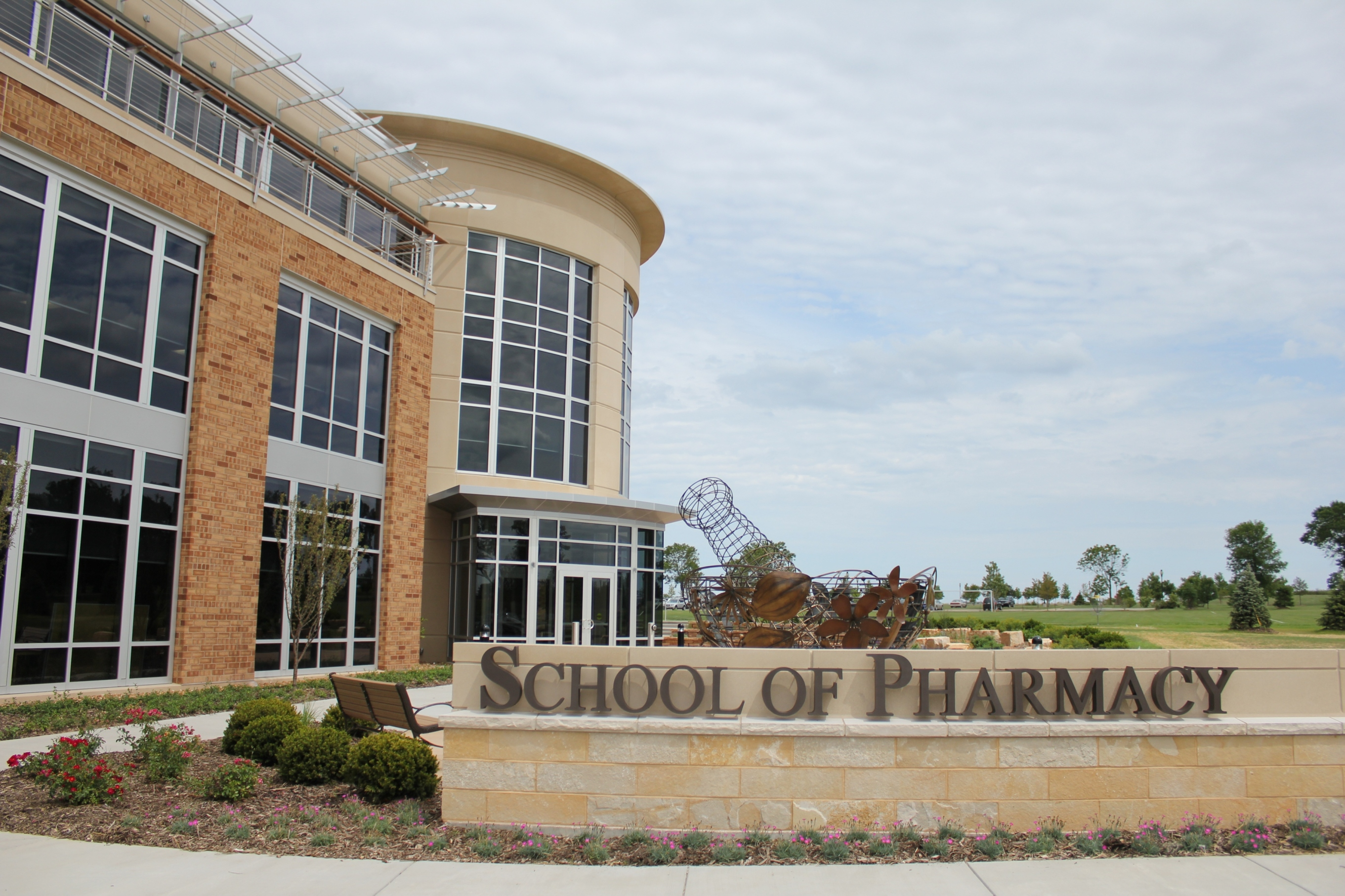
École de pharmacie de la CUW.

Pour les articles homonymes, voir CUW.
L'université Concordia (en anglais : Concordia University Wisconsin ou CUW) est une université américaine située à Mequon dans le Wisconsin. Elle fait partie du Concordia University System.

## Source
- (en) Cet article est partiellement ou en totalité issu de l’article de Wikipédia en anglais intitulé « Concordia University Wisconsin » (voir la liste des auteurs).